# Emil Atlason
Emil Atlason (* 22. Juli 1993) ist ein isländischer Fußballspieler.

## Verein
Der Mittelstürmer stammt aus der Jugend des FH Hafnarfjörður und wechselte Anfang 2012 weiter zum heimischen Rekordmeister KR Reykjavík. Dort gewann er in den folgenden drei Spielzeiten insgesamt fünf nationale Titel und kam auch im Europapokal zum Einsatz. Im Februar 2015 verpflichte ihn dann der deutsche Drittligist Preußen Münster. Bis zum Saisonende bestritt Emil sechs Pflichtspiele für die Westfalen und kehrte dann zum KR Reykjavík zurück. Dieser verlieh in dann jeweils für eine Spielzeit an Valur sowie Þróttur Reykjavík. Von letzterem wurde er 2017 für zwei Jahre fest verpflichtet. Die Saison 2019 verbrachte er beim Erstligisten HK Kópavogs und seit 2020 steht er nun beim Ligarivalen UMF Stjarnan unter Vertrag. Dort wurde er in der Spielzeit 2023 mit 17 Treffern Torschützenkönig der Besta deild.

## Nationalmannschaft
Von 2012 bis 2014 absolvierte Emil zwölf Partien für die isländische U-21-Nationalmannschaft und erzielte dabei acht Treffer.

## Erfolge
- Isländischer Meister: 2013
- Isländischer Pokalsieger: 2012, 2014, 2015
- Isländischer Superpokalsieger: 2012, 2014

## Auszeichnungen
- Torschützenkönig der Besta deild: 2023 (17 Tore)

## Sonstiges
Er ist der Sohn des ehemaligen Fußballspielers und Trainers Atli Eðvaldsson († 2019). Sein Onkel Jóhannes Eðvaldsson († 2021) war ebenfalls Profifußballer.